# 宮崎リゾート温泉
宮崎リゾート温泉（みやざきリゾートおんせん）とは、宮崎県宮崎市にある温泉である。大淀川沿いに温泉地が形成されている。たまゆら温泉の名でも親しまれている。

## 概要
宮崎県宮崎市の中心部を流れる大淀川、その河畔の橘公園沿いに湧出している温泉である。この地は、作家・川端康成がその景色を讃え、小説「たまゆら」の舞台に書き下ろした場所としても有名である。
『たまゆら（玉響）』とは、古代のアクセサリー勾玉（まがたま）が互いに触れ合う時のかすかな響きのことで、“しばしの時間”と“ほのかな風情”を表す言葉として使われる。当温泉の二つ名「たまゆらの湯」はこれに由来する。
周辺は大淀川の左岸に沿って、フェニックス 並木やホテル群が立ち並び、南国ムードあふれるリバーサイドパークとなっている。

## 温泉データ

### 温泉の特徴
- 泉質：ナトリウム - 塩化物泉（含ヨウ素）
- 泉温：45.6℃
- 液性：弱アルカリ性
- 効能：美肌効果、筋肉痛、神経痛、疲労回復、五十肩、冷え性、関節痛

### 温泉・宿泊施設
- ホテルプラザ宮崎
- 宮崎観光ホテル
- ホテル金住
- たまゆらの湯 足湯

## アクセス
- 鉄道：JR日豊本線・宮崎駅より車で約5分。または南宮崎駅より車で約4分。
- バス：宮崎交通バス（宮交バス）・「宮崎温泉たまゆらの湯」停留所下車、徒歩ですぐ。
- 自動車：宮崎空港より約12分。宮崎自動車道・宮崎ICより約10分。

## 周辺
- 宮崎市街
  - 宮崎県庁
  - 宮崎市役所
  - 橘通り
  - 宮交シティ
  - 宮崎空港
- 大淀川
- 国道10号
- 国道220号